# Gascoyne (Dakota du Nord)
La ville de Gascoyne est située dans le comté de Bowman, dans l’État américain du Dakota du Nord. Lors du recensement de 2010, sa population s’élevait à 16 habitants.

## Histoire
La ville a été fondée en 1907 sous le nom de Fischbein, elle a adopté son nom actuel le 25 mars 1908.

## Démographie
| 1920 | 1930 | 1940 | 1950 | 1960 | 1970 |
| ---- | ---- | ---- | ---- | ---- | ---- |
| 60   | 97   | 48   | 76   | 50   | 34   |

| 1980 | 1990 | 2000 | 2010 | - | - |
| ---- | ---- | ---- | ---- | - | - |
| 23   | 22   | 23   | 16   | - | - |

## Source
- (en) Cet article est partiellement ou en totalité issu de l’article de Wikipédia en anglais intitulé « Gascoyne, North Dakota » (voir la liste des auteurs).